# Ayumi hamasaki 15th Anniversary TOUR 〜A BEST LIVE〜
『ayumi hamasaki 15th Anniversary TOUR 〜A BEST LIVE〜』（アユミ・ハマサキ・フィフティーンス・アニバーサリー・ツアー・エー・ベスト・ライブ）は、日本の歌手・浜崎あゆみが2013年に行ったアリーナツアーである。タイトル中にある「A」はロゴ表記。
2013年9月18日にライブ・アルバムが、同年10月30日にDVDおよびBlu-rayがリリースされた。

## 解説
浜崎あゆみのデビュー15周年を記念して、2013年4月13日から同年7月28日の間、全国12会場28公演を行ったライブツアー。
同年9月18日に、自身初となるライブアルバムをリリース。このアルバムには、ライブツアーの最終公演が収録されており、また、同年4月8日に15周年記念で5か月連続リリースの購入特典で手に入るダウンロード楽曲「Tell All」も初収録されている。
本作は、オリコン週間アルバムランキングで7位を獲得し、TOP10獲得作品数の女性アーティスト部門で松任谷由実に並んで歴代1位となった。また、女性アーティストによるライブアルバムのオリコンTOP10入りは、2010年のYUKI『YUKI "The Present" 2010.6.14,15 Bunkamura Orchard Hall』以来、2年10か月ぶりの記録となった。
同年10月30日にDVDおよびBlu-rayをリリース、初回生産限定盤には「15周年記念BOOK」（写真集）が付属される。

## 収録曲
☆ は最終日前日の公演のものを収録

### CD
1. A Song for ×× [5:31]
2. Memorial address [4:03] ☆
3. poker face [2:36]
4. Fly high [2:04]
5. ℳ [4:35]
6. No way to say [5:38] ☆
7. BLUE BIRD [3:09]
8. JEWEL [4:17] ☆
9. HEAVEN [4:23] ☆
10. Tell All [5:55]
words : ayumi hamasaki / composition & arrangement : Yuta Nakano
15周年記念で5か月連続リリースの購入特典で手に入るダウンロード楽曲で、後に16thアルバム『A ONE』のファンクラブ限定盤に2015 mixとして収録されている。
11. Voyage [7:00]
12. Key 〜eternal tie ver.〜 [3:38] ☆
13. teddy bear [4:09]
14. Who... [9:35]

### DVD/Blu-ray
※Blu-rayはDVDのDisc.1〜2の内容を1枚にまとめて収録。

#### DVD Disc. 1
1. interlude
2. A Song for ××
3. Memorial address
4. Massive Trance Station
5. poker face
6. Fly high
7. HONEY
8. SHOW TIME
9. ℳ
10. No way to say
11. You & Me
12. BLUE BIRD
13. innervisions
14. JEWEL
15. HEAVEN
16. ever free
17. Wake me up
18. Tell All
19. SURREAL 〜 evolution 〜 SURREAL
20. Voyage

#### DVD Disc. 2
<encore>
1. teddy bear
2. Sunrise 〜LOVE is ALL〜
3. Boys & Girls
4. Who...

<double encore>
1. MY ALL

## 参加ミュージシャン
- 浜崎あゆみ：Vocal
- 山崎"Princess"陽子：Chorus
- 浅野ヨンエ：Chorus
- Timothy Wellard：Chorus
- 今福"miccie"マサミチ：Chorus

バンドメンバー
- エンリケ：Bass
- 野村義男：Guitar
- 友成好宏、宮崎裕介：Keyboards
- 浜崎大地：Drums